# Глад в Източна Африка (2011)
Гладът в Източна Африка 2011 г. е хуманитарна криза, която по данни на международните организации застрашава около 11,5 милиона души в Източна Африка.
Засяга преди всичко хора в Сомалия (3,7 милиона), Етиопия (4,8 милиона), Кения (2,9 милиона) и Джибути (164 хиляди души) Продоволствената криза засяга също Еритрея и други източноафрикански държави, за които няма точна статистика за засегнатите.
Според Фонда на Обединените нации за децата УНИЦЕФ в региона гладуват около 2 милиона деца, а около 500 хиляди от тях се намират в състояние, опасно за живота. Този брой в сравнение с 2009 г. се е увеличил със 150%. По данни на ООН в региона се е развила най-голямата засушаване от последните 60 години, довело до най-голямата хуманитарна катастрофа в света за юли 2011 г.

## Причини и предистория
В региона около Сомалийския полуостров през последните десетилетия вече многократно се развиват гладни кризи. В средата на 1980-те години в Етиопия поради засушаването и политическата несъстоятелност на управляващите загиват над 1 милион души. Гражданската война в Сомалия заедно със засушаванията предизвикат убийствен глад в страната в началото на 1990-те години. През 2006 г. подобна криза обхваща Северна Кения, Южна Сомалия, Източна Етиопия и Джибути.
Гладът през 2011 г. се предизвиква от двата най-слаби слаби дъждовни сезона от 1950 г. насам. През декември 2010 г. в резултат на това се получават големи загуби в селскостопанското производство. Обичайният дъждовен сезон в ранна пролет започва сравнително късно и с голяма неустойчивост, като в някои райони падат едва 30% от обичайните валежи, а смъртността сред добитъка достига 60%. Рязко пада производството на мляко, а основните хранителни продукти през май достигат рекордни цени.